# ヘラクレスとオンファレ (ルーベンス)
『ヘラクレスとオンファレ』（仏: Hercule et Omphale、英: Hercules and Omphale）は、フランドルのバロック絵画の巨匠ピーテル・パウル・ルーベンスが1606-1607年ごろ、キャンバス上に油彩で制作した絵画である。古代ギリシア神話の英雄ヘラクレスと彼の愛人オムファレを描いている。作品は現在、パリのルーヴル美術館に所蔵されている。
この絵画は、おそらくルーベンスがジェノヴァに滞在していた時期 (166-1608年) に芸術庇護者ジョヴァンニ・ヴィンチェンツォ・インペリアーレ (Giovanni Vincenzo Imperiale) のために描かれたものである。1648年まで彼に所有され、『アドニスの死』の対となっていた (しかし、『アドニスの死』のほうが少し早く制作され、主題の点からも本当の意味での対作品ではない)。その後、様々な所有者を経て、1785年にオルレアン公からサン＝クルー城とともにフランス国王ルイ16世により購入された。絵画は1973年から1983年にかけて修復を受けている。

## 主題
ヘラクレスは彼の12の功業の後に、気が狂って家族を殺してしまった。デルフォイで神託を受けた彼は、自身の罪を償うために一年間奉仕をすることになる。彼はリュディアの女王オンファレに奴隷として買われ、彼女に仕えて、リュディアにいた様々な怪物を退治した。ヘラクレスとオンファレの愛の物語には様々な変種があるが、最も一般的なものは、オンファレがヘラクレスの力と業績を称賛して、彼を自由の身とし、自身の愛人、次いで夫としたというものである。しかし、オウィディウス、セネカなどによると、オンファレはヘラクレスが退治したネメアのライオンの毛皮と棍棒を身に着ける一方で、彼に女の服装をさせ、羊毛を紡がせたという。
セネカによれば、女王オンファレは自身のスリッパで英雄ヘラクレスの顔を叩きさえした。この愛における男女の役割の反転という主題は、その軽々しく、可笑しみのある側面が17世紀、とりわけ18世紀の画家により取り上げられた。実際、18世紀には、ヘラクレスの主題は功業から恋愛へと転換した。ルーベンス、フランソワ・ブーシェ、フランソワ・ルモワーヌといった画家たちは、この神話的主題でヘラクレスを描いた最も有名な画家たちである。ヘラクレスの物語にはさらに他の変種もあり、彼がオンファレに恋したために自身の意志で彼女の奴隷となったというものもあれば、オンファレに拒まれた後、ヘラクレスが女の格好をしたとピーコックが噂を広めたというものもある。いずれにしても、英雄的な神話の人物ヘラクレスの変化がこの物語の様々な変種に共通しており、彼の変化に対する興味は恋愛における男女の役割の逆転に関連していた。

## 作品

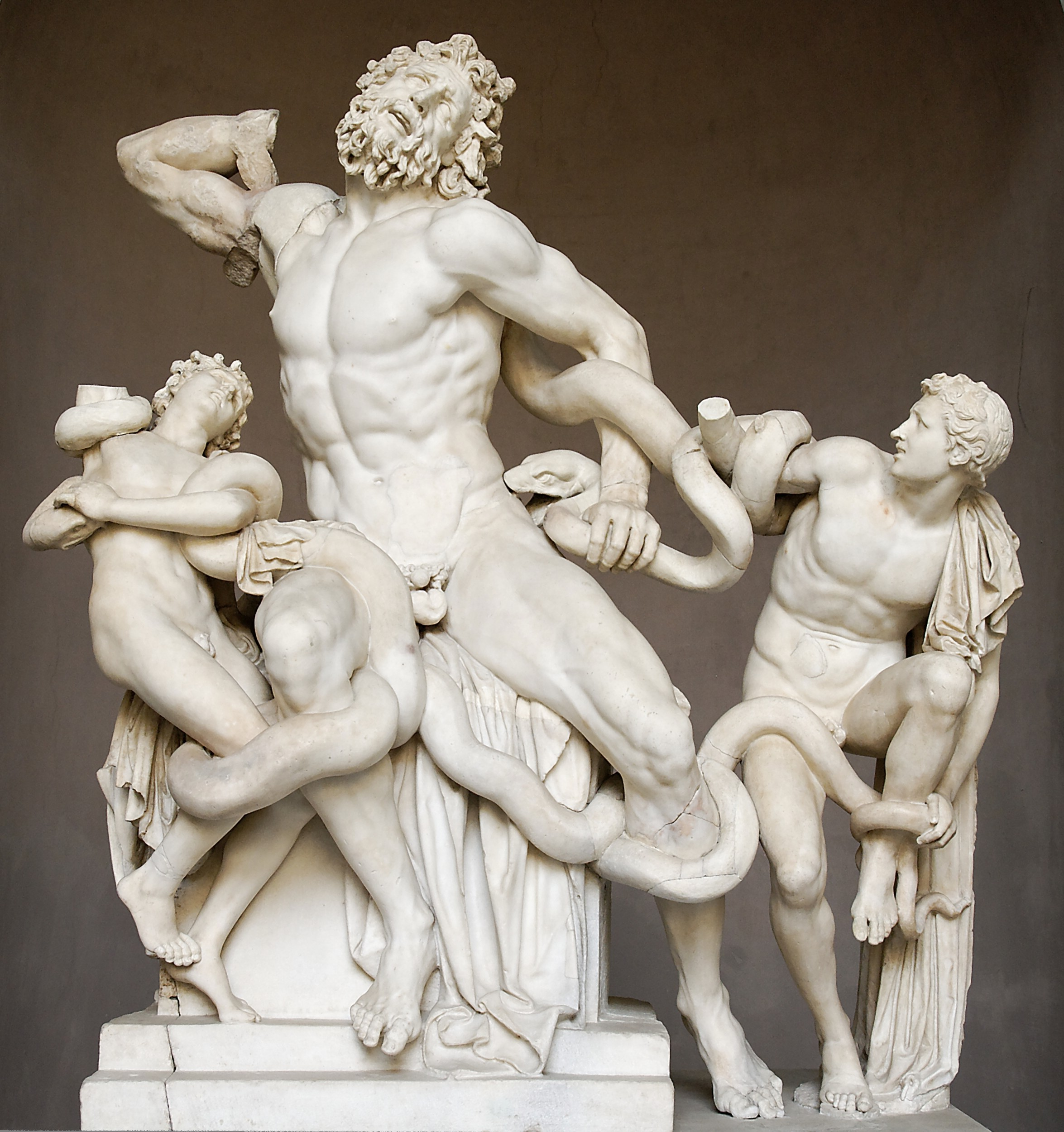
『ラオコーン像』 (紀元前160-20年)、ヴァチカン美術館

本作で、ヘラクレスと女王オンファレは裸体で表現されている。ルーベンスは、イタリアで見知った『ベルヴェデーレのトルソ』や『ラオコーン像』 (ともにヴァチカン美術館) などの古代彫刻のフォルムをヘラクレスの筋骨たくましい身体に力強く見事に取り入れている。
場を支配しているオンファレは右側の石棺の上に立ち、ライオンの毛皮を身に着け、ヘラクレスの棍棒を持った姿で表されている。画面中央のヘラクレスのほうは女の頭巾を被り、動物的な足を女王の赤い衣服に載せて、腰掛に座っている。彼は片手に糸巻き棒、もう一方の手に糸を持っている。女王が彼の耳を摘んでいる一方、ヘラクレスの後ろの左側では、やはり女の格好をした奴隷がひざまずいている子供の奴隷と同じく羊毛を紡ぎながら、オンファレがヘラクレスを支配してしているのを見ている。白い犬 (忠誠心の象徴) が女王の組んだ足の右側に見える。
絵画の背景には古代の建築と彫刻 (付柱、アーケード、花輪、パーン神の胸像) があり、前景のヘラクレスの足の近くにある石棺には戦車で地面に倒される牡牛を描いた浅浮彫が施されている。